# Tegalsari (Cilamaya Wetan)
Tegalsari is een bestuurslaag in het regentschap Karawang van de provincie West-Java, Indonesië. Tegalsari telt 4707 inwoners (volkstelling 2010).